# Ærter og knurhår
Ærter og knurhår (originaltitel: Morrhår & ärtor) er en svensk komediefilm fra 1986 instrueret af Gösta Ekman. Filmen havde premiere den 7. februar 1986.

## Handling
Filmen handler om en mors dreng, der lever af lidt småplat men har problemer med damerne. Han er bange for dem, både for sin mor og for en pige, han ved en fejltagelse støder ind i.

## Medvirkende (i udvalg)
- Gösta Ekman som Håna
- Margaretha Krook som konsulinde Ahlhagen
- Lena Nyman som Boel Bengtsson
- Kent Andersson som Crille
- Peter Hüttner som Adam
- Sten Ljunggren som forretningsføreren
- Iwa Boman som butiksassistent
- Wallis Grahn som kvinde i toget
- Börje Nyberg som kontrolløren
- Göthe Grefbo som mand med hund
- Björn Andrésen som pianist